# Gonzalo Rodríguez Martín-Granizo
Gonzalo Rodríguez Martín-Granizo (Lleó, 25 de febrer de 1928-Madrid, 16 de desembre de 1992) va ser un militar espanyol, almirall de la Armada que va arribar a ser Cap d'Estat Major de la Defensa (JEMAD) des de 1990 fins a la seva defunció.

## Biografia
Marín-Granizo va ingressar en la carrera militar el 1946 amb la seva incorporació a l'Escola Naval Militar. Cinc anys després va aconseguir el grau d'alferes de navili. Va estar destinat a bord de diferents bucs de la flota com els destructors Álava, Marqués de la Ensenada i Sánchez Barcáiztegui o els creuers Almirante Cervera i Canarias. A terra va tenir com a destinació la pròpia Escola Naval on s'havia format, cap en la Divisió d'Estratègia (1984) i segon en la prefectura (1986) de l'Estat Major de l'Armada, cap de l'Estat Major Conjunt de la Defensa en ascendir a almirall, cap de la Flota (1987) i cap de l'Estat Major de la Defensa (JEMAD), nomenat pel govern el 1990 en substitució del tinent general, Gonzalo Puigcerver Romá. Va morir mentre exercia el càrrec de JEMAD a causa d'un vessament cerebral. El va substituir com JEMAD el tinent general José Rodrigo Rodrigo.
Va ser considerat un modernitzador de les Forces Armades, clau en la coordinació amb l'OTAN i a desplegar un paper internacional en missions de pau de l'exèrcit espanyol en diferents escenaris com la guerra de Kosovo. Coautor juntament amb l'historiador i marí, José Ignacio González-Aller Hierro, del llibre Submarinos republicanos en la Guerra Civil española (1982), el 1999, a títol pòstum i amb caràcter honorífic, va ser ascendit a almirall general de l'Armada.